# Linhares Esporte Clube
Il Linhares Esporte Clube, meglio noto come Linhares, era una società calcistica brasiliana con sede nella città di Linhares, nello stato dell'Espírito Santo.

## Storia
Il Linhares Esporte Clube è stato fondato il 15 marzo 1991, dopo un tentativo fallito di fusione tra l'Industrial Esporte Clube e l'América Futebol Clube. Dopo che la fusione non è riuscita, l'Industrial è fallito ed è stato rifondato come Linhares Esporte Clube.
Il Linhares ha vinto il Campionato Capixaba per la prima volta nel 1993. Il club ha partecipato al Campeonato Brasileiro Série C nel 1995, e ha raggiunto le semifinali della Coppa del Brasile nel 1994, dove è stato eliminato dal Ceará. Ha partecipato alla Coppa del Brasile anche nel 1996, nel 1998 e nel 1999.
Il club retrocesse nel Campeonato Capixaba Série B nel 2002, tuttavia, dopo una crisi finanziaria, il club è fallito nel 2003.

## Palmarès

### Competizioni statali
- Campionato Capixaba: 4

1993, 1995, 1997, 1998

### Altri piazzamenti
- Coppa del Brasile:

Semifinalista: 1994